# Haakon Jarl (Schiff)
Die Haakon Jarl war ein 1879 in Dienst gestelltes Passagierschiff der norwegischen Reederei Det Nordenfjeldske Dampskibsselskab (NFDS), das ab 1905 Passagiere und Fracht auf den Hurtigruten entlang der norwegischen Küste transportierte. Am 17. Juni 1924 sank die Haakon Jarl im Vestfjord nach einer Kollision mit der Kong Harald. 17 Menschen kamen dabei ums Leben. 

## Das Schiff
Das Dampfschiff Haakon Jarl wurde 1879 auf der Werft Motala Mekaniske Verksted AB im auf der Insel Hisingen gelegenen Göteborger Stadtteil Lindholmen für die Det Nordenfjeldske Dampskibsselskab gebaut. Der Bau kostete nach damaligem Geldwert 320.000 norwegische Kronen. Das Schiff wurde nach Håkon Jarl benannt, einem norwegischen Herrscher aus dem 10. Jahrhundert. Die aus Stahl gebaute Haakon Jarl war 56,9 Meter lang, 8,3 Meter breit und hatte einen maximalen Tiefgang von 6,5 Metern. Sie wurde mit einer zweizylindrigen Verbunddampfmaschine angetrieben, die 630 PSi leisteten und eine  Höchstgeschwindigkeit von 11 Knoten ermöglichten. Die Räumlichkeiten der Kajütklasse waren in späteren Jahren mit Telefonen und Heizungen ausgestattet und der Speisesaal war mit Mahagoniholz getäfelt. 
Die Haakon Jarl wurde im April 1879 der Det Nordenfjeldske Dampskibsselskab übergeben und nahm ihren Dienst auf der Route von Hamburg nach Vadsø auf, den die Reederei in Zusammenarbeit mit der Det Bergenske Dampskibsselskab betrieb. An 1883 fuhr sie zusammen mit der Sverre Sigurdsson von Bergen nach Nordkapp. Ihre Eigner hatten diese beiden Schiffe für diesen Zweck ausgewählt, da sie die komfortabelsten Passagierunterkünfte hatten. 1887 unternahmen Kronprinz Gustav und Kronprinzessin Viktoria von Schweden eine Kreuzfahrt nach Nord-Norge an Bord der Haakon Jarl. Im Jahr 1891 wurde das Schiff einer Überholung unterzogen. Es wurden ein neuer Kiel und neue Dampfmaschinen installiert und der Schiffsrumpf wurde um 3,2 Meter verlängert. 
1905 wurde die Haakon Jarl auf die Hurtigruten-Strecke verlegt und pendelte fort an zwischen Trondheim und Tromsø. Sie war zunächst jedoch nur ein Ersatzschiff. 1906 wurde das Schiff bei der Akers mekaniske verksted in Oslo erneut modernisiert. Die bisherige Verbunddampfmaschine der Motala Mekaniske Verksted wurde durch eine 760 PSi starke Dreifachexpansions-Dampfmaschine ersetzt. Durch die Umbauten änderten sich die Schiffsmaße von ursprünglich 899 BRT, 548 NRT und 500 DWT auf 873 BRT, 524 NRT und 700 DWT.  
1907 erhielt das Schiff ein neues Zertifikat zur Beförderung von 200 Passagieren, davon 52 in der Kajütklasse. Im Ersten Weltkrieg kam es zu Einschränkungen im Personen- und Postverkehr der Hurtigruten. Kohlemangel machte den Reedereien zu schaffen. Die Haakon Jarl war ab dem 1. Oktober 1914 im vollständigen Hurtigruten-Dienst, da das norwegische Parlament aufgrund des Kriegszustands zehn zusätzliche Schiffe gefordert hatte. Nach Kriegsende war die Haakon Jarl das dienstälteste Hurtigruten-Schiff. 
Am 17. Juni 1924 befand sich die Haakon Jarl auf einem nordgehenden Kurs aus Bodø kommend, als sie sechs Seemeilen nördlich der Insel Landegode im Vestfjord mit dem südwärts dampfenden Schiff Kong Harald, das derselben Reederei angehörte, kollidierte. Der Bug der Kong Harald bohrte sich tief in das Achterschiff der Haakon Jarl, die innerhalb von acht Minuten unterging. 17 Passagiere und Besatzungsmitglieder ertranken. Das Wrack der Haakon Jarl liegt in 25 bis 35 Metern Tiefe. 